# Gaëls
Les Gaëls (en irlandais : Gael, plur. Gaeil ; en gaélique écossais : Gàidheal, plur. Gàidheil) sont un groupe ethnolinguistique indigène au nord-ouest de l'Europe qui comprend les Irlandais, les Écossais et les Mannois de cultures gaéliques. Dans un sens plus restreint, le terme désigne, dans ces langues, les locuteurs des langues gaéliques.
La langue et la culture gaéliques sont originaires d'Irlande, mais se sont propagées en Écosse à l'époque du royaume de Dál Riata. 
Bien qu'elles ne parlent pas l'irlandais ou le gaélique écossais, beaucoup de personnes se considèrent tout de même comme des Gaëls dans un sens plus large, en raison de leur ascendance historique et de leur héritage.
Parmi les Gaëls célèbres, on compte Brian Boru, Cúchulainn, Colum Cille, Granuaile, Oisín et Rob Roy.
En Écosse, les personnes qui parlent gaélique, tels les acteurs Tony Kearney, Caitlin Nic Aonghais, ou Daibhidh Walker, se définissent eux-mêmes comme des Gaëls. 
Les Gaëls actuels continuent de promouvoir leur identité, notamment par le biais de l'initiative Colmcille, lancée en 1997 par la présidente irlandaise Mary Robinson (Máire Mhic Giolla Íosa), et le ministre écossais de l'éducation, de l'industrie et du gaélique (Brian MacUilleim). Le rôle de cette initiative est « créer un espace insulaire commun où l'Écosse et l'Irlande puissent partager ce qu'elles ont en commun », en particulier les langues gaéliques. L'initiative Colmcille a notamment produit la carte Tír Cholmcille (« le pays de Colum Cille »), qui vise à changer notre perception des relations entre l'Écosse et l'Irlande.

## Étymologie et usage

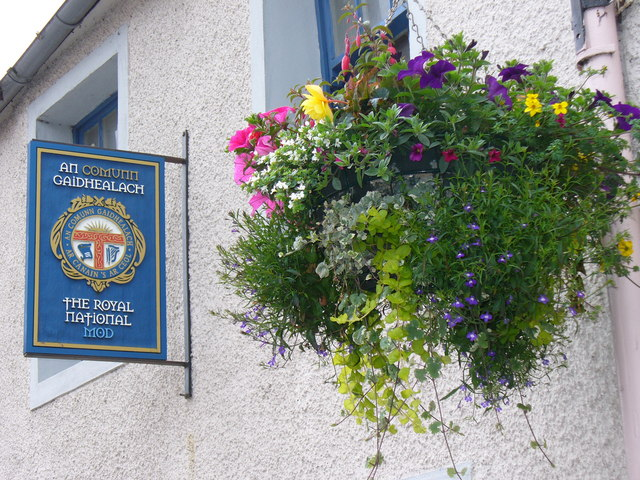
Fondée à Oban en 1891, An Comunn Gàidhealach fait la promotion de la langue et de la culture des Gaëls, notamment lors du Royal National Mòd.

Le terme Gaël est absent de la plupart des dictionnaires de français, mais on le trouve dans certaines encyclopédies. Le Grand Larousse universel fait par exemple la différence entre les adjectifs « gaël » et « gaélique » : le premier est « relatif aux Gaëls », les anciennes tribus celtiques qui s'étaient établies en Irlande, puis au nord des frontières de la Britannia romaine, alors que le deuxième est « relatif au gaélique », c’est-à-dire à la langue dite « gaélique ».
En réalité, il existe officiellement trois langues gaéliques, peut-être plus si l'on considère les variations dialectales.
En français, le gentilé Gaël est généralement utilisé pour désigner les tribus celtiques de l'antiquité mais il faut souligner que le mot est toujours en usage dans les langues gaéliques modernes, où il désigne les personnes de culture gaélique, ou dans un sens plus restreint, les locuteurs des langues gaéliques. Ainsi, dans une série de sketches télévisés produits par la chaîne BBC Alba, Torcuil's guide to being a Gael, le comédien Tony Kearney évoque ce qui signifie être un Gaëls au XXIe siècle. De même, la chaîne de radio gaélique de la BBC s'appelle BBC Radio nan Gàidheal, ce qui signifie  « radio des Gaëls ».

### Gaélique
L'origine des termes Gaël (irlandais) et Gàidheal (gaélique écossais) est incertaine.
Alexander MacBain relève les termes Góedel (vers 1100), Gaideli (cité dans les œuvres de Giraldus, étymologie qu'André du Chesne cite aussi dans son Histoire d'Angleterre, d'Escosse et d'Irlande), et le gallois Gwyddel. Il cite Whitley Stokes (Urkeltischer Sprachshatz) qui donne le proto-gaélique *Goidelos ou *Geidelos, que Bezzenberger (Beitreige zur Kunde der Idg. Sprachen) compare au gaulois Geidumni et que Stokes compare avec le latin hoedus (« chèvre »), d'où le sens « gardiens de chèvres ». Petite curiosité à titre informatif : en Wallonie (Belgique), les habitants du village de Remouchamps ont pour habitude de s'appeler entre eux gad'lis, un mot wallon qui a perduré jusqu'à nos jours et signifie chevrier, gardien de chèvres.
Dans son œuvre, Celtic Culture: Aberdeen breviary-celticism, John T. Koch , professeur de langue et littérature celtiques affirme que la racine du mot Guoidel correspond au vieil irlandais, fíad, au vieux breton, guoid, et aurait été emprunté au moyen gallois, gŵyh, signifiant « peuple de la forêt », « hommes sauvages » et par extension « guerriers ». tous signifiant sauvage, et donc Gaël signifierait peuple de la forêt ou sauvages.

### Français
En français, on considère généralement que les mots « gaël » et « gaélique » seraient dérivés des mots anglais Gaels et Gaelic.
Toutefois, les échanges diplomatiques entre la France et l'Écosse remontent au Moyen Âge et il est probable que les langues latines, françaises et gaéliques aient subi des échanges à l'époque de la Vieille Alliance entre les monarques de la maison de Dunkeld (gaélique écossais: Dùn Chailleann) et les premiers Capétiens. En effet, la première noblesse  « anglaise »  présente en Écosse n'était pas saxonne mais normande. Parfois éduquée en France, elle parlait l'ancien normand. Les mariages entre Gaëls et Anglo-Normands ont donc très tôt importé en France une certaine connaissance des Gaëls. 
Dans la production écrite francophone, on trouve les mots Gaidel (gaélique écossais moderne: Gàidheal) et Gaidelach (gaélique écossais moderne: Gàidhealach) dès 1634, sous la plume d'André du Chesne, qui se demande si l'origine du terme ne serait pas gothique: 

« C’est la commune et vieille prétention de ce peuple, qu’il a pour ancestres, et premiers parents de la race, un certain  Gaidelus neveu de Phaenius, & la fille d’un Roy d’Egypte appelé Scota, lesquels le refugirent dans l’Espagne, après la mort des premiers mais d’Egypte, avec un grand nombre de gens, & de là quelque temps après passèrent, ou du moins leur postérité, dans l’isle d’Hibernie, laquelle ils appelèrent Escosse ou Scotie, de Scota, prirent entr’eux le nom de Scots, & de Gaidel, ou Gaiothel, & nommèrent leur langue Gaidelach, ou Gaiothealg, de Gaidelus. »

— André du Chesne, Histoire d'Angleterre, d'Escosse et d'Irlande (1634, page 146-147)

« Mais puisque je suis tombé sur le propos des Gots d’Espagne, d’où vient que les Hibernois ancestres de la nation des Escossois, & et les Escossois memes se sont nommez entr’eux Gaiothel, Guithell, & Gaothell : ont appellé leur langue Gaiothealg, & la partie de Bretagne qu’ils ont occupée la première, Argathel, & Ar-gWithil? Est ce point des Galiciens d’Espagne, ou des Gots, que sont prouenus ces noms ? Et pourquoi, je les prie, Gaiothel n’est-il descendu des Gots, aussi bien que la Catalogne en Espagne, & le Languedoc en la France? »

— Histoire d'Angleterre, d'Escosse et d'Irlande (1634, page 149)

« On a peu voir de ce que dessus pourquoy les Escossois d’Hibernie se sont nommez entre’ eux Gaidel, Gaiothel, Guithell, & leur langue Gaidelach,, & Gaiothelach, scavoir ou des Gots, comme estime Cambdenus ou des Vandales, ainsi qu’escrit Giraldus non pas de leur Gaidelus, qui jamais ne fut. »

— Histoire d'Angleterre, d'Escosse et d'Irlande (1634, page 150)

### Anglais

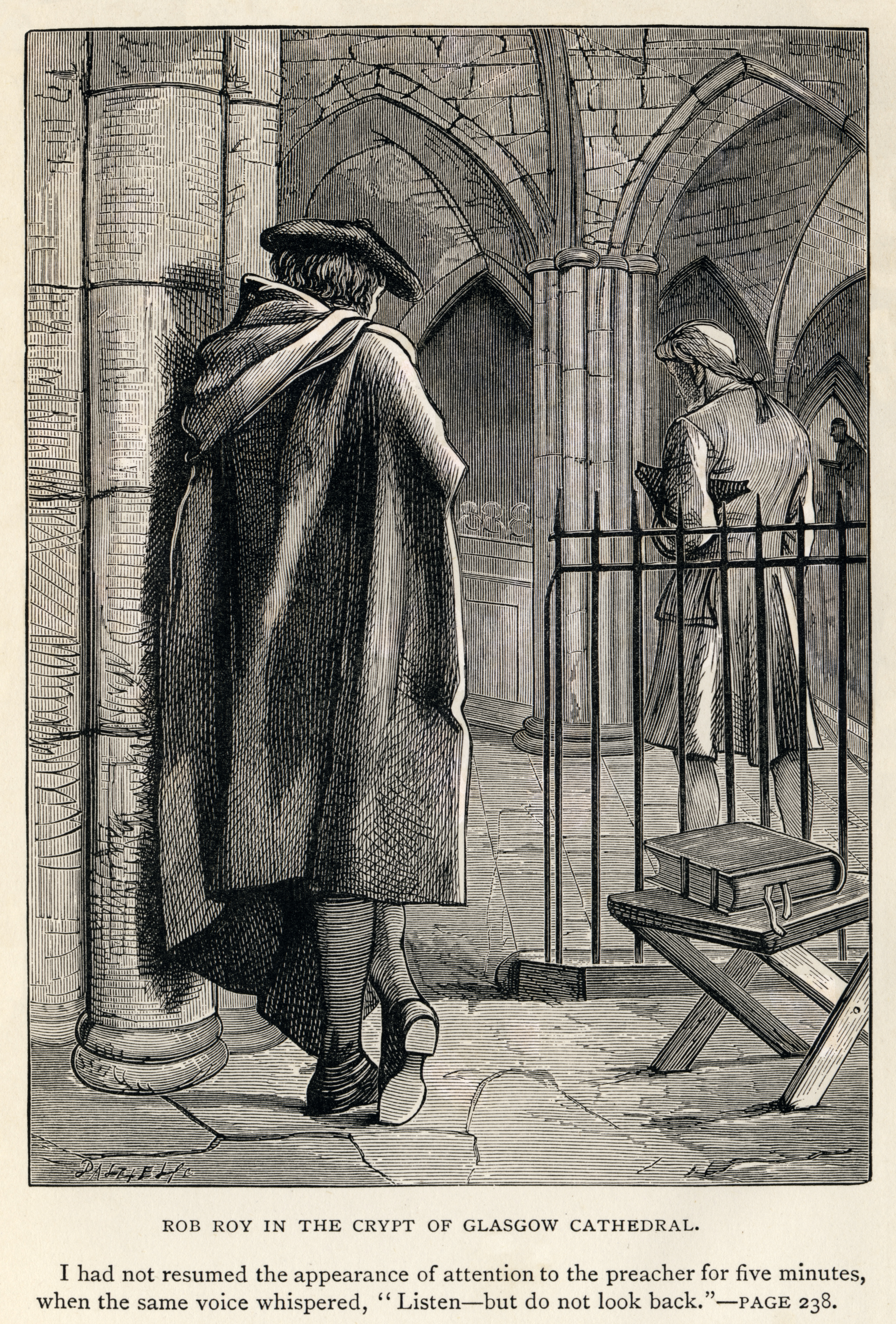
Gravure des frères Dalziel illustrant le Rob Roy de Walter Scott. Surnom de Robert MacGregor, hors-la-loi et héros gaël de la fin du XVIIe siècle, Raibeart Ruadh (dont « Rob Roy » est la forme anglicisée) signifie « Robert le Roux » en gaélique écossais.

En anglais, le gentilé « Gael » a été adopté en 1810 à partir du gaélique écossais Gàidheal pour désigner les « membres de la race gaélique ».
L'emploi de ce mot s'est répandu en anglais sous l'influence de la littérature écossaise, notamment sous la plume de Walter Scott,. Ils désignaient par ce terme les Écossais des Highlands.

« [...] that lovest the harping of the Gael ; [...] »

— Walter Scott, Waverley

« To avenge this quarrel, the Laird of Mac Gregor assembled his elan, to the number of three or four hundred men, and marched towards Luss from the banks of Loch Long, by a pass called Raid na Gael, or the Highlandman’s pass. »

— Walter Scott, Rob Roy

## Histoire

### Période protohistorique
Dans la seconde moitié du Ier millénaire av. J.-C., pendant la période protohistorique que l’on appelle communément l'âge du fer, les ancêtres des Gaëls ont commencé à arriver en Irlande.

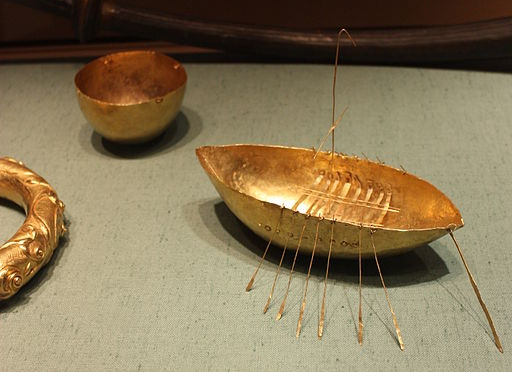
Le trésor de Broighter, exposé au Musée national d'Irlande, est un amas d'objets en or datant de l'époque de La Tène. Il a été découvert en 1896 à Broighter (irlandais: Brú Íochtair, qui signifie « fort inférieur » ou « en contrebas ») près de Limavady, dans le nord de l'Irlande.

Il n’existe aucune preuve d'une invasion ou d’une vague migratoire de grande échelle.
Ces peuples, que les Grecs appelaient Κελτοί, c’est-à-dire des « Celtes », étaient issus d’une civilisation qui avait dominé l'Europe centrale et occidentale, et que l’on identifie aujourd’hui sous le nom de La Tène.
Le Grec Hécatée de Milet aurait dit, vers -530, que la colonie grecque de Marseille était une ville de Ligurie située « à proximité de la Κελτικά » (Gaule celtique). Cette citation incertaine serait la première apparition de la racine *celt-. La première mention certaine se trouve dans les Ἱστορίαι (Les Histoires) d’Hérodote, qui considère les « Κελτοί » comme un peuple.

#### Les langues gaéliques
Les Celtes qui émigraient sur l'île d'Irlande et dans la partie septentrionale de ce que l'on nomme aujourd'hui la Grande-Bretagne, parlaient une langue indo-européenne qui s’est différenciée des autres langues celtiques insulaires et qui a donné naissance aux langues gaéliques, aussi appelées langues celtiques « en  Q », par opposition aux langues dites en P. Cette distinction repose sur le traitement du phonème indo-européen *kw: dans les langues en Q, ce phonème est resté inchangé, alors que dans les langues en P il a évolué vers le son /p/ : le mot « tête » se dit ceann en irlandais, mais penn en breton. 
Toutefois, cette appellation est une convention externe aux langues gaéliques, car la lettre Q n’est utilisée qu'en mannois. En irlandais et en gaélique écossais, c’est la lettre C qui est communément utilisée pour représenter ce son. En effet, le c ne s’y adoucit pas devant les voyelles e et i, contrairement à ce qu’on observe en français.

#### La Tène et les premières tribus celtiques
On sait peu de choses de la civilisation de La Têne, mais les restes archéologiques montrent qu’elle était plus présente dans la moitié nord de l’Irlande (dans le Connaught et l’Ulster).
Bien que les sites archéologiques comme Tara (dans le Leinster) soient associés à la mythologie celtique, à cause des pratiques religieuses que les Gaëls ont entretenues sur ces lieux, ils sont en réalité bien antérieurs à la civilisation de La Tène, et n’ont donc pas été construits par les Gaëls.

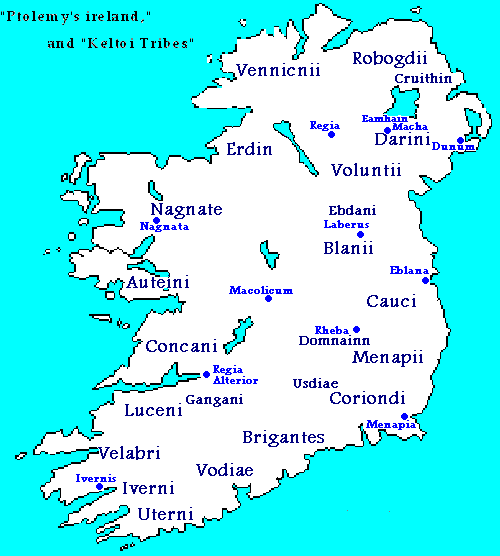
Cartographie schématique de l'établissement des Gaëls d'Irlande, d'après Ptolémée.

Vers 100 après J.-C., Ptolémée dresse une liste des peuples gaëls d'Irlande, vraisemblablement à partir des récits de marins gallo-romains et britto-romains qui connaissaient les fleuves de l'île et la géographie de sa côte est. 
Parmi les noms de tribus celtes d'Irlande qu'il donne, on trouve les Robogdh, les Darini, les Nagnatae, les Voluntii, les Ebdani, les Cauci, les Auteini, les Manapii, les Gangani, les Usdaie, les Coriondi, les Vellabori, les Brigantes et les Iverni. 
L'existence de la plupart de ces tribus est difficile à vérifier, mais certaines sont identifiables grâce à la chronologie dynastique irlandaise. On pense par exemple que les Robogdh étaient les fondateurs du puissant royaume de Dal Riata et que les Iverni n'étaient autres que les Érainn, qui avaient dominé le Munster à cette époque. Il est possible en effet que du nom de cette tribu vienne l'ancien nom grec de l'Irlande, Ἰουερνία, qui lui-même aurait donné son nom gaélique à l'île et à sa déesse protectrice, respectivement Éire et Ériu.
Les communications terrestres étaient difficiles. Les Gaëls n'avaient pas les moyens techniques des Romains. Des seigneurs de guerre établissaient des petits fiefs en construisant des mottes (dùin-chnuic) qui leur permettaient de contrôler autant de campagne et de côtes que possible à proximité. Cette pratique a conduit au développement d'une aristocratie militaire. 
Le système de lois des Gaëls était très élaboré et possédait une caste de juristes. Leur société ne comptait pas moins de 27 castes d'hommes libres, parmi eux des  « avocats », des druides et des bardes. Les bardes étaient aussi les gardiens de la généalogie et de l'histoire. Les Gaëls de l'époque pré-chrétienne n'avaient pas encore de littérature écrite. Leurs lois et leurs usages étaient conservés par la tradition orale. Même les rois ne pouvaient se soustraire à la loi. Les sagas, que l'on décrit aujourd'hui comme la mythologie irlandaise, ont été transmises oralement, de génération en génération.
Une forme très simplifiée d'écriture a émergé autour vers la fin du IVe siècle : les oghams. Cette forme d'écriture consistait à graver des lignes horizontales et verticales sur des supports en pierre ou en bois. Ceux qui ont survécu ont généralement une fonction commémorative. Il s'agit de monuments servant à rappeler le nom d'un individu, roi ou personnalité locale.

### Relations avec l'Empire romain

#### La Gaélie échappe à l'empire
Les Romains ont commencé la conquête de l’île de Grande-Bretagne en 55 av. J.-C.. Cent ans plus tard, ils avaient atteint les parties méridionales de l’Écosse, qui, à l’époque, étaient encore aux mains des Pictes.
Pendant près de 500 ans, la plus grande partie de la Grande-Bretagne, la Britannia, allait être une province romaine. Les Romains y ont construit des routes, des villes, des fortifications et des aqueducs. Depuis cette île, la traversée la plus courte et la plus facile vers l’Irlande se trouve au sud-ouest de l’Écosse, depuis la côte du Galloway que les Romains contrôlaient. C’est presque certainement l’itinéraire que les premières populations qui ont colonisé l’île d’Irlande avaient emprunté. 
Il n’est donc pas surprenant qu’en 82 apr. J.-C., le gouverneur militaire de la Britannia romaine, Cnaeus Julius Agricola, ait préparé l’invasion de l’île d’Irlande par ce passage. Cependant, il n’a jamais traversé la mer. On ne sait pas exactement pourquoi, mais Tacite, son gendre et biographe, raconte que plusieurs événements, dont une mutinerie dans son armée et une rébellion picte dans le nord, ont empêché le débarquement romain.
Contrairement à l’Angleterre, au Pays de Galles et aux Lowlands écossais, la terre des Gaëls n’a donc jamais été colonisée par les Romains. Mais cela ne signifie pas que les Gaëls n’entretenaient pas de relations avec l’Empire romain, bien au contraire.

#### Les échanges commerciaux
Alors que les Romains étaient supérieurs aux Celtes en matière de génie civil et de puissance militaire, les Celtes, et plus particulièrement les Gaëls, leur étaient supérieurs dans l’art décoratif des métaux précieux, notamment avec le bronze, l’argent et la feuille d’or. Ils avaient aussi hérité de l’émaillerie laténienne et employaient également l’ambre de la Baltique et le corail importé de Méditerranée.
Ce savoir-faire et la présence de mines d’or et d’argent en Irlande, ont conduit à une riche production d’artefacts tels que de petites armes, des bijoux, des ustensiles domestiques ou religieux.
Leur savoir-faire était réputé dans l’Empire romain en raison des caractéristiques décoratives spécifiques, en particulier, les motifs organiques qu’on pense inspirés de la nature, tels que les entrelacs, mais aussi une certaine tendance à l’abstraction. Issue de l’art hallstattien, c’est cette tendance qui est à l’origine du style employé bien plus tard par les enlumineurs d’Irlande et d’Écosse, dans les livres sacrés du Moyen Âge.
Ces formes étaient riches de sens caché, encore mystérieux aujourd’hui. Elles donnaient aux œuvres un statut impressionnant, mais constituaient aussi un véhicule identitaire puissant. Le développement de ce style artistique contrastait fortement avec le réalisme que les Grecs développaient à la même époque.
Dans la Britannia romaine, les échanges avec la culture gaëlle ont donné naissance à de nouvelles influences, à des œuvres qui exigent une technique typiquement romaine, comme l’usage d’émaux multicolores, mais dont les formes et l’agencement sont typiquement celtiques. 
En outre, les Gaëls ne fondaient pas de villes. Ce n’était pas un peuple de nomades, mais leurs villages restaient plus rudimentaires et ils étaient habitués à voyager pour faire du commerce entre eux, mais aussi avec leurs voisins : ils étaient capables de voyager sur de longues distances, en chars légers, et de traverser la mer pour vendre leurs produits en Britannia et en Gaule. De nombreuses preuves de cela ont été découvertes en Irlande, notamment la présence de grandes quantités de monnaies romaines et d’autres objets romains.

#### Début de l'écriture
Les premiers Gaëls ne nous ont pas laissé de traces écrites et on pense qu'ils ont commencé à écrire avec l'arrivée du christianisme. Toutefois il est difficile d'établir une date exacte car la date d'arrivée du christianisme n'est pas plus certaine. En effet, on sait qu’en 431, le pape Celestin avait ordonné qu’un premier évêque, nommé Palladius, soit envoyé en Irlande, ce qui suppose que des communautés chrétiennes y sont déjà présentes avant cette date.
Quoi qu'il en soit, le début de l'écriture se situe quelque part entre le Ier et le Ve siècle après. J.C., quand les Gaëls ont mis au point l’ogham, un système d'écriture dont on a retrouvé de nombreuses traces sur des pierres tombales et des monuments, surtout en Irlande, mais aussi en Grande-Bretagne, essentiellement dans les terres ayant subi des invasions gaëlles : l'Écosse, le Pays de Galles et la Cornouailles.
Par abus de langage, on utilise souvent le mot ogham pour designer l'alphabet gaélique, mais ce terme est impropre, car il désigne le type d'écriture.

### Fin de l'antiquité et haut Moyen Âge

#### Les Scoti d'Irlande
Scoti or Scotti était le nom que les auteurs latins de la fin de l'antiquité et du haut Moyen Âge donnaient aux Gaëls. À l'origine, il désignait une ancienne tribu celte originaire de Bretagne. Par la suite, le gentilé s'est appliqué aux Gaëls du Dàl Riata qui se sont mélangés aux Pictes. En français et en anglais, il a donné son nom à l'Écosse, aux Écossais et à la langue scots. En revanche, dans les langues gaéliques, l'Écosse s'appelle Albion (irlandais: Albain, gaélique écossais: Alba), les Écossais sont des Albannaich (irlandais: Albanaigh, littéralement « des Albionais ») et la langue scots s'appelle l'Albais.

#### Arrivée des premiers évangélisateurs
La tradition veut que l’évangélisation des Gaëls ait commencé avec l’arrivée de Saint Patrick. Toutefois, cette assertion est sujette à caution, pour plusieurs raisons.  

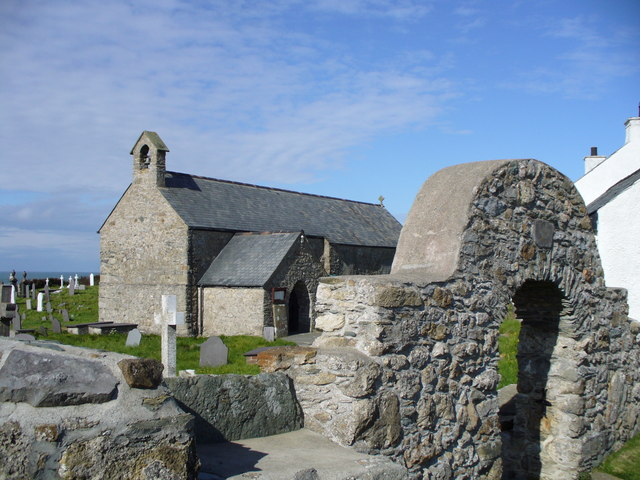
L'église de Saint Patrick, à Llanbadrig, au Pays de Galles. Le saint aurait fondé une église à cet endroit, en 440 après J.-C, après avoir fait naufrage, et y aurait faire bâtir une église en bois pour remercier Dieu.

D’abord, l’existence d'un seul et même Saint Patrick ne tient qu'à deux textes écrits en latin par Patricius, l'un intitulé Confessio et l'autre, une lettre (epistola) adressée aux soldats de Coroticus. Les références croisées se renforcent en même temps qu’elles se contredisent, ce qui tend à prouver que Saint Patrick pourrait être un mythe, ou un récit romantique, reflétant l’existence d’une réalité, à savoir qu’un ou plusieurs évangélisateurs se seraient rendus en Irlande à cette époque, dont le plus influent aurait été Patricius.
D’autre part, on pense que des communautés chrétiennes étaient déjà présentes en Irlande avant 432, puisque Prosper d’Aquitaine note dans son Epitoma Chronicon qu’en 431, le pape Célestin avait ordonné qu’un premier évêque, nommé Palladius, soit envoyé aux Scots :  

« Ad Scottos in Christum credentes ordinatus a papa Caelestino Palladius primus episcopus mittitur .»
(Aux Scots croyants dans le Christ a été envoyé comme premier évêque, Palladius, qui a été ordonné par le pape Célestin.) »

— Prosper d'Aquitaine
Pour que Rome décide d’envoyer un évêque « aux Scots chrétiens », il fallait donc nécessairement qu’il y ait déjà des chrétiens en Irlande au début du Ve siècle, même s’il est impossible d’établir si les chrétiens en question étaient des Gaëls, ou des Brito-Romains venus s’établir en Irlande.  
Il est possible que ce Palladius ait été Saint Patrick, mais cette thèse reste impossible à vérifier avec les sources dont on dispose.  
En revanche, il est difficile d’ignorer la quasi correspondance de cette date avec celles rencontrées dans les chroniques médiévales irlandaises, qui furent compilées jusqu'à la fin du XVIIe siècle.
Ces annales se fondaient sur une chronologie de la vie des prêtres, des abbés et des évêques ainsi que sur des fêtes ecclésiastiques, qui a été établie par les moines irlandais du Moyen Âge. Les chroniques irlandaises mentionnent en effet l’arrivée de plusieurs évêques dans les années 430 : Secundinus, Auxilius et Iserninus.  
Quoique jugées moins sûres que l’Epitoma Chronicon, elles tendent donc à confirmer que vers 430, des évêques sont arrivés en Irlande, ce qui signifie que d’autres chrétiens y étaient déjà présents.

### Christianisme gaël

#### Christianisme celtique et christianisme irlandais
On parle de christianisme irlandais parce que cette forme de christianisme s’est développée sur l’île d’Irlande, mais il faut garder à l’esprit que dans ce contexte, l’idée de nation est un anachronisme, car l’Irlande en tant que pays n’existait pas encore. Ce christianisme « irlandais » était en réalité un christianisme gaël, qui s’est exporté en Écosse, terre colonisée par les Gaëls, mais qui diffère des autres formes du christianisme dit « celtique ».

#### Pratique du jeûne
Comme les chrétiens d’Orient, les Gaëls sont restés attachés à la pratique du jeûne des stations, à tel point que l’on trouve encore aujourd’hui sa trace dans le nom gaélique des jours de la semaine:
- le mercredi est le « jour du premier jeûne » (vieux gaélique Di-Ceudaoin, de ceud, « premier » et aoin, « jeûne » ; irlandais : Dé Céadaoin, gaélique écossais : Diciadain)
- le jeudi est le « jour entre les jeûnes » (vieux gaélique : Dia dhardaoin, de eadar, « entre » et aoin ; irlandais : Déardaoin, gaélique écossais : Diardaoin)
- le vendredi est le « jour du jeûne » (vieux gaélique : Dia oine, irlandais : Dé hAoine, gaélique écossais : Dihaoine).